# Museo Meina
Il Museo Meina è un museo diffuso composto da diverse strutture, tra cui uno chalet-liberty, uno spazio polivalente, antiche serre con torretta belvedere. Il museo presenta una commistione tra multimedialità ed esposizioni classiche ed è localizzato nel complesso del Museo di Villa Faraggiana di Meina, gestito dalla Fondazione UniversiCà.

## Storia
Il Museo è stato voluto da Raffaele (detto Raffaello) Faraggiana, senatore del Regno d'Italia, quale compendio della sontuosa Villa Faraggiana di Meina, residenza estiva della nobile famiglia. I lavori di costruzione iniziarono nel 1889 e terminarono nel 1904. Il Museo ospitava la collezione di animali tassidermizzati e dei cimeli dell'esploratore Ugo Ferrandi. Nel grande parco circostante era presente anche uno zoo con animali esotici e fauna delle vicine Alpi.
La villa ospitò famiglie di sfollati durante il secondo conflitto mondiale. Nel 1952 i Faraggiana decisero di donare la Villa e il Museo alle Sorelle Poverelle del Beato Palazzolo di Bergamo: gli animali impagliati furono trasferiti al Museo di Storia naturale di Novara e le religiose convertirono la villa e lo chalet-museo in un ospizio. 
Nel 2009 il Comune di Meina ha acquistato lo chalet-museo e lo ha in parte riqualificato. Dal 2015 la struttura è stata affidata alla Fondazione UniversiCà (che gestisce anche il Museo UniversiCà di Druogno) e riaperta al pubblico con allestimenti multimediali in sostituzione della collezione di animali impagliati non più presente.

## Allestimento museale
Lo chalet-museo ospita un percorso multimediale in 4D dedicato alla natura con l'utilizzo di tecnologie quali ologrammi, videomapping, experience interattive. Negli altri spazi sono presenti allestimenti temporanei sulla Commedia dell'Arte e nel parco si tengono iniziative ed eventi.

## Progetto di riqualificazione
Parte del compendio, per anni fatiscente, è attualmente in fase di recupero; in particolare le antiche serre di inizio XX secolo sono oggetto di un restauro conservativo in un progetto denominato "Borgo Ideale".